# 와이어 기록

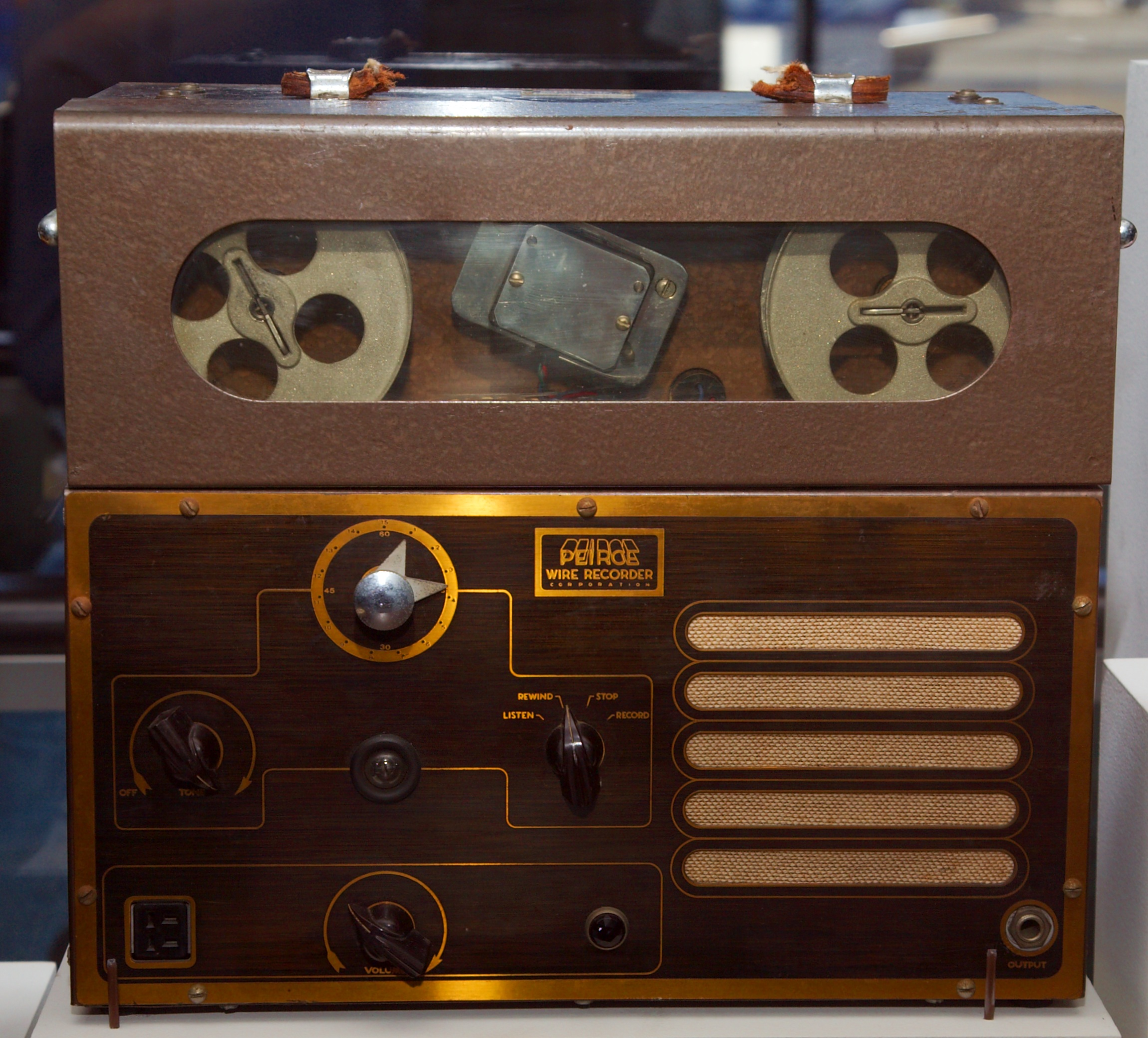
1945년 퍼스 55-B 와이어 기록기.

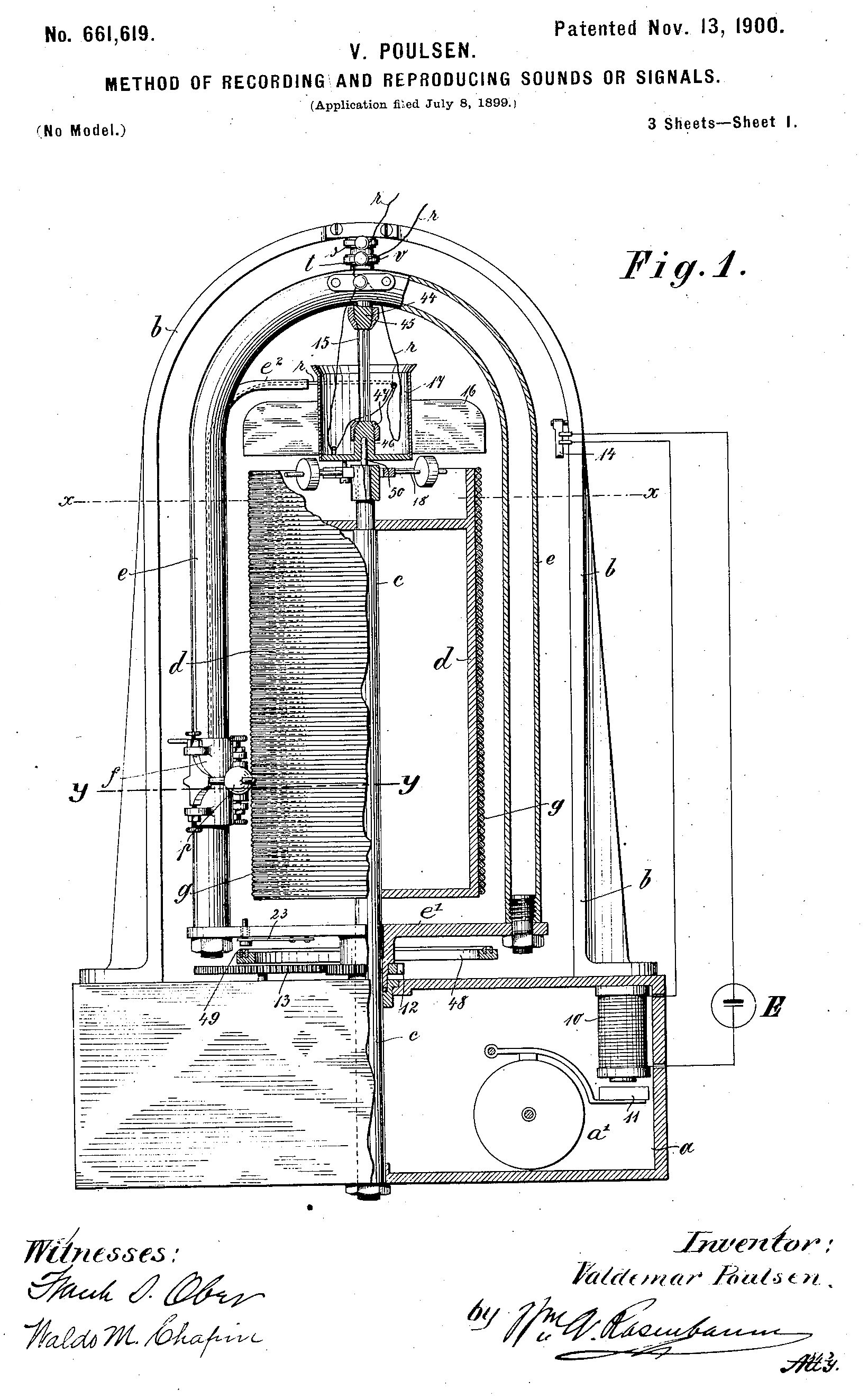
발데마르 폴센의 특허 내용.

와이어 기록(영어: Wire recording)은 초창기의 자기 기록 기술의 하나로, 가느다란 강철 철사 위에 자기 기록이 이루어지는 소리 기록의 아날로그 형태이다.

## 역사
1898년 발데마르 포울센이 발명하였으며, 이 기계를 전자식 녹음기(영어: Telegraphone)라고 이름을 붙였다. 1900년에 전자식 녹음기를 파리 만국박람회에 출품하여 대상을 받았다.
그 이후 1929년 루이스 블래트너(영어: Louis Blattner)가 이 아이디어를 이용해 똑같은 방식으로 녹음하는 블래트너폰을 만들었으나, 30분을 녹음하기 위해서는 3 km의 강철 와이어가 필요하여, 효율적이지 못하여 일반적인 용도로는 사용되지 않았다.
1928년 자기 테이프가 개발된 후에는 매우 빠른 속도로 시장에서 사라졌다.

## 원리
원통에는 기록을 위한 강철선이 감겨 있으며, 원통은 녹음기에 연결돼 있는 전자석을 지나가게 되어 녹음기에 지나가는 소리에 의해 강철선이 자화해 녹음이 되며, 다시 강철선이 감게되면 스피커에 연결된 전자석이 지나가게 되어 소리가 재생되게 된다.

## 참고 문헌
- Morton, David (April 1998). “Armour Research Foundation and the Wire Recorder: How Academic Entrepreneurs Fail”. 《Technology and Culture》 (Society for the History of Technology) 39 (2): 213–244. doi:10.2307/3107045.